# Bomberman B-Daman Bakugaiden V
Bomberman B-Daman Bakugaiden V (Bビーダマン爆外伝V（ボンバーマンビーダマンばくがいでんビクトリー）?, Bonbāman Bīdaman Bakugaiden Bikutorī) o Bomberman B-Daman Bakugaiden Victory è il secondo manga di Koichi Mikata basato su i franchise di Bomberman e B-Daman e pubblicato come il precedente sempre sulla rivista CoroCoro Comic. La serie anime, diretta come la precedente da Nobuaki Nakanishi, è stata trasmessa dal 7 febbraio 1999 al 30 gennaio 2000 su Nagoya TV. 

## Trama
I malvagi attaccano ancora una volta B-Da City, e come sempre, saranno White Bomber e i suoi amici a proteggerla dai pericoli. 

## Personaggi

I protagonisti della serie: Mimitan (in alto), il professor Gray Bomber, Yellow Bomber, White Bomber, Blue Bomber, Red Bomber e Black Bomber

### Principali
- White Bomber
- Blue Bomber
- Black Bomber
- Red Bomber
- Yellow Bomber
- Green Bomber
- Professor Gray Bomber

### Antagonisti
- Akumantle
- Docdandy
- Devil Slinger
- Gestra
- King Vader
- Optimus
- Paint Bomber
- Ryu
- Kakeru Bomber 05

### Altri personaggi
- Geniusbon
- Witchy
- Carrierbon
- Bestbon
- B-DaMaster
- B-Da King
- Shumi Bomber
- Kakeru Bomber
- Ninja Bomber

## Episodi
L'anime è stato trasmesso dal 7 febbraio 1999 al 30 gennaio 2000 per un totale di 50 episodi.
| Nº | Giapponese 「Kanji」 - Rōmaji                                     | In onda           | In onda |
| Nº | Giapponese 「Kanji」 - Rōmaji                                     | Giapponese        |         |
| 1  | 「出動!ビーダコップ」 - Shutsudou ! Biidakoppu                    | 7 febbraio 1999   |         |
| 2  | 「発進! ジークホワイター」 - Hasshin! Jiikuhowaitaa               | 14 febbraio 1999  |         |
| 3  | 「爆走! 宅配便野郎」 - Akogare no Biidakoppu                      | 21 febbraio 1999  |         |
| 4  | 「憧れのビーダコップ」 - Akogare no Biidakoppu                    | 28 febbraio 1999  |         |
| 5  | 「謎のくろボン登場!」 - Nazo no Kuro Bon Toujou!                  | 7 marzo 1999      |         |
| 6  | 「撃て! ガトリングシュート」 - Ute! Gatoringushuuto               | 14 marzo 1999     |         |
| 7  | 「キャビレット城の秘宝」 - Kyabiretto Shiro no Hihou              | 21 marzo 1999     |         |
| 8  | 「ボーダー王を探せ!」 - Boudaa ou wo Sagase!                      | 28 marzo 1999     |         |
| 9  | 「発見! 第4のクリスモンド」 - Hakken! Dai 4 no Kurisumondo        | 4 aprile 1999     |         |
| 10 | 「きっと明日は晴れるから」 - Kitto Ashita wa Hareru Kara          | 11 aprile 1999    |         |
| 11 | 「影の戦士くろボン」                                              | 18 aprile 1999    |         |
| 12 | 「荒野の少年シェリフ」 - Kouya no Shounen Shierifu                | 25 aprile 1999    |         |
| 13 | 「たたかえ! ダイブレッダー」 - Tatakae! Daibureddaa               | 2 maggio 1999     |         |
| 14 | 「名探偵あおボン」 - Meitantei ao Bon                             | 9 maggio 1999     |         |
| 15 | 「登場! みどりの疾風」 - Toujou! Midori no Hayate                 | 16 maggio 1999    |         |
| 16 | 「暴走! みどりの騎士」 - Bousou! Midori no Kishi                  | 23 maggio 1999    |         |
| 17 | 「飛べ! ジークホワイター」 - Tobe! Jiikuhowaitaa                  | 30 maggio 1999    |         |
| 18 | 「くろボンの正体!?」 - Kuro Bon no Shoutai!?                      | 6 giugno 1999     |         |
| 19 | 「とりもどせ! ボーダー王の記憶」 - Torimodose! Boudaa ou no Kioku | 13 giugno 1999    |         |
| 20 | 「射て! レーザーホワイター」 - Ite! Reezaahowaitaa                | 20 giugno 1999    |         |
| 21 | 「古代エジプタンの秘宝」 - Kodai Ejiputan no Hihou                | 27 giugno 1999    |         |
| 22 | 「怪盗ねずみボン現る」 - Kaitou Nezumi Bon Arawaru                | 4 luglio 1999     |         |
| 23 | 「きいろボンVSビーダコップ」 - Kiiro Bon VS Biidakoppu            | 11 luglio 1999    |         |
| 24 | 「参上! クリスホワイター」 - Sanjou! Kurisuhowaitaa               | 18 luglio 1999    |         |
| 25 | 「完成!? 謎の三体合体」 - Kansei!? Nazo no Santai Gattai          | 25 luglio 1999    |         |
| 26 | 「潜入! くろボンを追え」 - Sennyuu! Kuro Bon wo oe                | 1º agosto 1999    |         |
| 27 | 「翔べ! クリスブルード」 - Tobe! Kurisuburuudo                    | 8 agosto 1999     |         |
| 28 | 「グレイボン博士のライバル」 - Gureibon Hakase no Raibaru         | 15 agosto 1999    |         |
| 29 | 「新たな敵デビルスリンガー」 - Arata na Teki Debirusuringaa       | 22 agosto 1999    |         |
| 30 | 「荒野のスリンガー」 - Kouya no Suringaa                          | 29 agosto 1999    |         |
| 31 | 「魔女の特訓便」 - Majo no Tokkunbin                              | 5 settembre 1999  |         |
| 32 | 「みどりボンVSくろボン」 - Midori Bon VS Kuro Bon                 | 12 settembre 1999 |         |
| 33 | 「ヒロインボンを救え!」 - Hiroinbon wo Sukue!                     | 19 settembre 1999 |         |
| 34 | 「くろボンVSスリンガー」 - Kuro Bon VS Suringaa                   | 26 settembre 1999 |         |
| 35 | 「クリスブラッカー誕生!」 - Kurisuburakkaa Tanjou!                | 3 ottobre 1999    |         |
| 36 | 「飛び散ったクリスモンド」 - Tobi Chitta Kurisumondo              | 10 ottobre 1999   |         |
| 37 | 「幽霊船を追え!」 - Yuureisen wo oe!                              | 17 ottobre 1999   |         |
| 38 | 「地と海のビーダロイド」 - Chi to Umi no Biidaroido               | 24 ottobre 1999   |         |
| 39 | 「スーパービーダコップきいろボン」 - Suupaabiidakoppu Kiiro Bon   | 31 ottobre 1999   |         |
| 40 | 「小さくなったビーダコップ」 - Chiisa Kunatta Biidakoppu          | 14 novembre 1999  |         |
| 41 | 「奪われたクリスモンド」 - Ubawareta Kurisumondo                  | 21 novembre 1999  |         |
| 42 | 「裏切りのスリンガー」 - Uragiri no Suringaa                      | 28 novembre 1999  |         |
| 43 | 「スリンガーの最後」 - Suringaa no Saigo                          | 5 dicembre 1999   |         |
| 44 | 「襲来! キングベーダー」 - Shuurai! Kingubeedaa                   | 12 dicembre 1999  |         |
| 45 | 「めざせ! ビーダキャリバー」 - Mezase! Biidakyaribaa              | 19 dicembre 1999  |         |
| 46 | 「発現! ビーダキャリバー」 - Hatsugen! Biidakyaribaa              | 26 dicembre 1999  |         |
| 47 | 「ボーダー王を救出せよ!」 - Boudaa ou wo Kyuushutsu Seyo!         | 9 gennaio 2000    |         |
| 48 | 「きいろボン ギャグ100連発」 - Kiiro Bongyagu 100 Renpatsu        | 16 gennaio 2000   |         |
| 49 | 「暴走! 歪んだ時空」 - Bousou! Hizunda Jikuu                      | 23 gennaio 2000   |         |
| 50 | 「輝け! ビーダキャリバー」 - Kagayake! Biidakyaribaa              | 30 gennaio 2000   |         |